# Decio Termisani
Decio Termisani, né  à Naples (1565 - 1600), est un peintre italien de la Renaissance tardive de l'école napolitaine  actif à la fin du XVIe siècle.

## Biographie
Decio Termisani était un peintre italien de la Renaissance tardive.
Né à Naples, il a étudié d'abord auprès de  Giovanni Filippo Criscuolo, puis avec frère Notar Pittore et Marco Pino dit « da Siena ».

## Œuvres
- La Dernière Cène (1597), église Santa Maria a Piazza, Naples.

## Sources
- (en) Cet article est partiellement ou en totalité issu de l’article de Wikipédia en anglais intitulé « Decio Termisani » (voir la liste des auteurs).